# Ephemerum fimbriatum
Ephemerum fimbriatum är en bladmossart som beskrevs av C. Müller 1871. Ephemerum fimbriatum ingår i släktet dagmossor, och familjen Ephemeraceae. Inga underarter finns listade i Catalogue of Life.